# Dichromodes consignata
Dichromodes consignata är en fjärilsart som beskrevs av Walker 1861. Dichromodes consignata ingår i släktet Dichromodes och familjen mätare. Inga underarter finns listade i Catalogue of Life.

## Bildgalleri

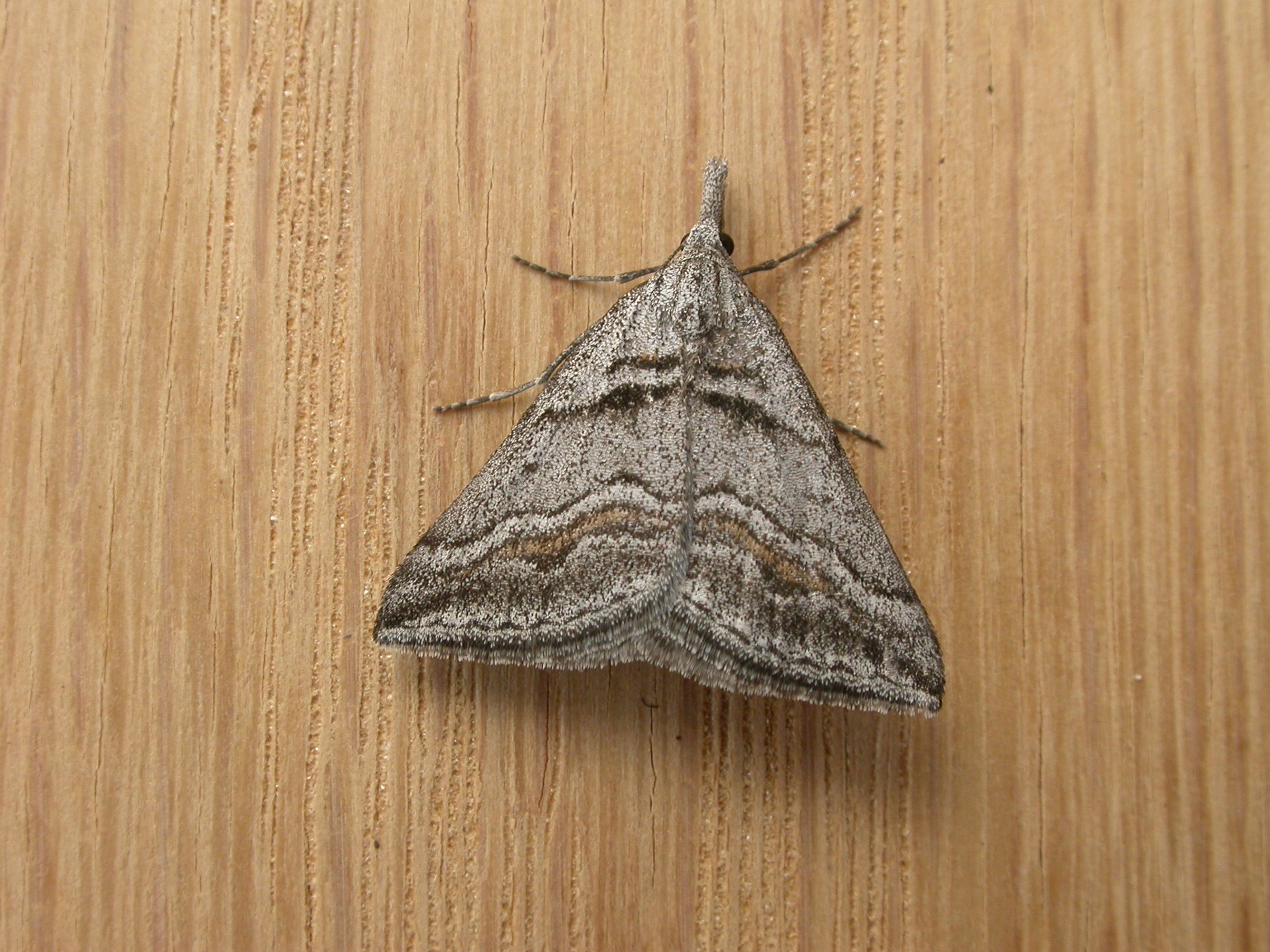